# 宇宙貨物船レムナント6
『宇宙貨物船レムナント6』（うちゅうかもつせんレムナントシックス）は、1996年8月17日より劇場公開された日本のSF特撮映画。WOWOW製作による「J・MOVIE・WARS3」のうちの1作（シリーズ通算では18作目）。上映時間は45分。

## 概要
近未来宇宙を舞台としたハードSFタッチの脱出サスペンス映画。1996年2月24日にWOWOWで放送され、再編集の後劇場公開された。題名のレムナント（Remnant）とはキリスト教聖書の言葉で「残りの者」を意味する。
WOWOWの仙頭武則プロデューサーの原案をもとに、国内SF・アニメ・特撮分野の専門家が参加している。SF設定はSF翻訳家・評論家の堺三保。メカニックデザインはアニメマクロスシリーズの河森正治。特撮は怪獣映画平成ガメラシリーズの樋口真嗣と佐藤敦紀。「総合監修」とクレジットされている押井守は、シナリオ検討時のアドバイス（民間客船から軍用貨物船への設定変更）、樋口らスタッフの紹介、作品タイトルの命名に協力している。
低予算の短編で日本人監督の作品を世に出すという「J・MOVIE・WARS」の趣旨に則り、本作品では万田邦敏が初めてメガホンを取った。宇宙船の特撮パートは伝統的なミニチュア操演ではなく、当時国内では模索段階だった3DCG制作の映像を使用している。

## あらすじ
西暦2046年、人口爆発と資源枯渇により人類は宇宙に活路を求めていた。火星にも入植が進み、地球との間を資源運搬船が往復していた。その一隻、大型貨物船レムナント6は日本の宇宙開発機構（JSEO）所有だが、航空自衛隊宇宙部隊の隊員が運行業務を行っている。
火星から地球へ向かう航海の途中、1メートル弱の小惑星が衝突する事故が発生し、船体は激しく損傷する。居住ブロックに残された女性オペレーターの西、航海士の宇野、軍規違反により地球へ護送中の後藤、護送官の滝沢と井上、民間人の少年祥太は、突然のサバイバル状況下で脱出方法を模索する。しかし、機関の暴走によりタイムリミットは刻一刻と迫っていた。

## スタッフ
- プロデューサー：仙頭武則、金森保
- 協力プロデューサー：小林広司、川越和実
- 監督：万田邦敏
- 脚本：万田邦敏、麻生かさね
- 総合監修：押井守
- 特撮監督：樋口真嗣、佐藤敦紀
- メカニックデザイン：河森正治
- 科学考証・SF設定：堺三保
- 撮影：小渕好久
- 音楽：青木寿
- 美術：丸尾知行
- 照明：大坂章夫
- 助監督：日垣一博
- 演出助手：古厩智之、奥田徹
- 衣裳：宮本まさ江
- 編集：掛須秀一
- 宇宙服制作：籔内徳之、佐藤裕二
- 編集：掛須秀一（J.S.E）
- ミニチュア・メカ造型・コンテ：古川豪華
- CG：佐藤敦紀 谷戸千春
- モニタCG：津田輝王
- 制作協力：ビターズエンド
- 製作：WOWOW・バンダイビジュアル

## キャスト
- 後藤3佐：大和武士
- 西明日香2尉：田村翔子
- 滝沢2佐：山下哲生
- 宇野航海士：並樹史朗
- 翔太：清水佑樹
- 井上3曹：有吉崇匡
- 明日香の声：住友優子
- 救助員Aの声：王敏
- 救助員Bの声：徐中宇